# Luis Antonio Godina Herrera
Ricardo Luis Antonio Godina Herrera (Ciudad de México, 22 de octubre de 1958) es un político mexicano, miembro del Partido Revolucionario Institucional. Entre otros cargos políticos fue diputado federal en la LVI Legislatura del Congreso de la Unión de México.

## Biografía
Egresado del «Centro Escolar Niños Héroes de Chapultepec» de la ciudad de Puebla de Zaragoza, en el estado de Puebla, México. Es licenciado en economía egresado de la Benemérita Universidad Autónoma de Puebla, cuenta con estudios de maestría en Ciencias Políticas en la Universidad Nacional Autónoma de México y con la maestría en Políticas Públicas Comparadas por la Facultad Latinoamericana de Ciencias Sociales.
Como funcionario público ha colaborado a nivel federal en la Secretaría de Energía, Secretaría de Minas e Industria Paraestatal, Secretaría de Programación y Presupuesto, Secretaría de Hacienda y Crédito Público y en la Secretaría de Comunicaciones y Transportes, en donde se desempeñó en las áreas de diseño y evaluación de políticas públicas. En esas dependencias participó en la elaboración del «Presupuesto de Egresos de la Federación» y en la evaluación de proyectos de inversión para el desarrollo regional, energía y comunicaciones y transportes. 
En el gobierno de Puebla fue Secretario de Finanzas.
Fue diputado federal en la LVI Legislatura del Congreso de la Unión de México, en la cual integró las comisiones económicas; se desempeñó como presidente a nivel nacional de la «Liga de Economistas Revolucionarios»; fue presidente de la «Fundación Colosio Puebla» y del Comité Directivo Estatal del PRI en el estado de Puebla.
Ha publicado cuatro libros, ha sido articulista y comentarista en diferentes medios de comunicación.
Actualmente es socio fundador de «Lerdo de Tejada – Godina, Lobbying México S.A. de C.V»., firma especializada en lobbying y consultoría, así como presidente del «Foro Nacional de Profesionales y Técnicos» de la CNOP.

## Obra
- Un discurso
- Puebla XXI ¿Qué Hacer?
- Economía Democracia y Justicia Social
- El Lobbying en México, en coautoría con Sebastián Lerdo de Tejada

## Actividades partidistas
- Militante del Partido Revolucionario Institucional desde 1979.

- Presidente a nivel nacional de la Liga de Economistas Revolucionarios 1995 a 1999.

- Presidente de la Fundación Colosio de Puebla 1995 a 1998.

- Presidente del Comité Directivo Estatal del PRI de Puebla 1998 a 1999.

- Candidato a diputado federal por el XII Distrito de Puebla En el año 2000.

- Presidente del Comité Técnico de Asuntos Económicos del Consejo Político Nacional 2004 a 2005.

- Integrante del Comité de Hacienda y Crédito Público del Consejo Político Nacional.

- Conferencista en diversos foros académicos y políticos sobre temas de energía, economía y política.